# Yves Vasseur
Pour les articles homonymes, voir Vasseur.
Yves Vasseur, né le 1er février 1951 à Jemappes (province de Hainaut), est un journaliste, auteur, scénariste de bande dessinée et responsable culturel belge d'expression francophone.

## Biographie
Yves Vasseur naît le 1er février 1951 à Jemappes et il vit son enfance à Quiévrain où il fréquente la bibliothèque. Il suit ses études secondaires à l'athénée de Dour. Licencié en communication sociale et en études théâtrales de l'université catholique de Louvain,, il est engagé en 1974 comme journaliste à la RTBF où il travaille jusqu'en 1985. Il devient alors coordinateur du Centre dramatique hennuyer jusqu'en 1990, puis est alors nommé directeur administratif du Théâtre du Manège à Maubeuge, poste qu'il occupe jusqu'en 2016. Il a aussi été directeur du Centre culturel transfrontalier et commissaire général et responsable du programme de Mons capitale culturelle européenne 2015,,.
Il a écrit plusieurs pièces de théâtre, textes littéraires, essais et scénarios. Il est notamment connu pour ses collaborations avec Claude Renard dont, en 1987, un livre illustré consacré au bandit de grand chemin Antoine-Joseph Moneuse. Il continue de collaborer avec son fils Romain Renard avec qui il signe American Seasons dans la collection « Ligne rouge » aux éditions Casterman, primé en 2005 meilleur album au Festival Polar de Cognac. En 1975, il a joué dans un téléfilm de Pierre Manuel, avec Raymond Coumans, titré Les Belles Manières et a participé à plusieurs projets théâtraux avec Jean-Claude Derudder, lui aussi de Quiévrain.

## Publications
- Les Elfes de Pomariolus[14] (texte et illustration), avec Claude Renard (texte), Schlirf Book, 1984.
- Antoine-Joseph Moneuse, aventure de paille et d'ortie[15], avec Yves Vasseur (texte), La Voie dans les saules, 1987.
- Galilée. Journal d'un hérétique[16],[17],[18],[19], Éditions Pyramides, Bruxelles, 2001
Scénario : Claude Renard - Dessin : Yves Vasseur - Couleurs : noir et blanc -  (ISBN 2-930203-08-0)
- Maroc, lettres à Matisse sous le protectorat français, avec Claude Renard (ill.), Gallimard, coll. « Carnet de voyage », 2003  (ISBN 2742411666).
- American seasons - 1963 Clara et les Nains[20], Casterman, coll. « Ligne rouge », Bruxelles, janvier 2005
Scénario et couleurs : Yves Vasseur - Dessin : Romain Renard -  (ISBN 2-203-39230-4)
- Le Tailleur du Rêve Costumes du spectacle Le Rêve de Franco Dragone, Claude Renard (ill.), Les Impressions nouvelles, 2006  (ISBN 978-2-87449-021-7).
- Aux vents salins, Claude Renard (ill.), Éditions Renard Graphic, 2017  (ISBN 978-2-8052-0353-4).

#### Livres
: document utilisé comme source pour la rédaction de cet article.
- Jacques Fiérain, « Vasseur, Yves », dans La BD dans la province du Hainaut, Charleroi, Éd. l'Âge d'or, septembre 2006, 96 p., ill. ; 31 cm (ISBN 9782960046458 et 2960046455, OCLC 469651838, présentation en ligne), p. 43. .

#### Articles
- Yves Vasseur (interviewé par Isabelle Françaix), « Yves Vasseur – Éveilleur d'idéal », Musiques nouvelles,‎ 12 juillet 2013 (lire en ligne, consulté le 24 novembre 2023).